# Barón de Algar y Cía., S. L.
Barón de Algar y Cía., S. L.  fue la firma de una bodega antigua existente en Jerez de la Frontera para la crianza y exportación del jerez. La firma tomó este nombre en 1955, si bien fue fundada en 1830 por Francisco Javier López de Carrizosa y Pavón, marqués de Casa Pavón y de Mochales, girando la empresa bajo el nombre de Marqués de Casa Pavón. Sus bodegas estuvieron ubicadas en la calle Liebre; por su tamaño y cabida destacó la denominada La Grande.
A la muerte del fundador tomó distintos nombres hasta su extinción: Pedro López de Carrizosa, de nuevo Marqués de Casa Pavón, Barón de Algar y Barón de Algar del Campo. 
Sus marcas más conocidas fueron fino Liebre, oloroso Salto al Cielo y brandy Anfitrión.